# Hugo Von Glesens varieté
Hugo Von Glesens Varieté är ett musikalbum av Carl-Einar Häckner från 2002. Det är ett konceptalbum baserat på Hugo Von Glesens varieté och i förlängningen kopplat till diktsamlingen Gloria som Häckner gav ut 1994. Albumet utgavs på skivbolaget Silence. 

## Låtlista
All text och musik av Carl-Einar Häckner.
1. Prologen om gryningen
2. Hugo Von Glesens Varieté
3. Gryning
4. Flickorna är fina
5. Tjock Hellen
6. Tommy Twist Tommy Star
7. Pang Pang Pang i manegen
8. Fågelskrämman
9. Konrad
10. Gatsten med ben
11. Clownen bögar
12. Grand Finale
13. Epilog

## Medverkande
- Michael Krönlein - bas och dragorgel
- Leif 'Pedda' Pedersen - gitarr och banjo
- Carl-Einar Häckner - gitarr, sång och slagsten
- Sverker Stenbäcken - slagverk och piano
- The Dreamteam - blås